# Cyborg 009
Pour les articles homonymes, voir Cyborg (homonymie).
Cyborg 009 (サイボーグ009, Saibōgu Zero-Zero-Nain) est un manga de Shōtarō Ishinomori publié à partir du 19 juillet 1964 dans le magazine Weekly Shônen King (#30). En France, la maison d'édition Glénat publie le premier volume en mars 2009.
Il a reçu le Prix du manga pour enfant Kōdansha en 1966.

## Synopsis
Afin de conquérir la planète, la puissante organisation mafieuse Black Ghost enlève neuf humains pour les transformer en cyborgs dévolus à ses terribles desseins. Chacun vient d'un pays différent, chacun est doté d'un pouvoir particulier. Mais les 9 se rebellent contre l'organisation et consacrent leur destinée à détruire toutes les créations diaboliques de Black Ghost.

## Adaptations
- Cyborg 009 : Film de 60 min de 芹川有吾 par Toei Animation Co., Ltd le 21 juillet 1966. Diffusé en épisode en France entre le 26 avril 1967 et le 7 février 1967 dans l'Éclair-Journal des Actualités Pathé
- Cyborg 009: Kaiju sensō (littéralement La guerre des monstres) : Film de 60 min de 芹川有吾 par Toei Animation Co., Ltd, le 19 mars 1967. Diffusé en épisode France entre le 14 février 1968 et le 27 novembre 1968 dans l'Éclair-Journal des Actualités Pathé. Les deux films seront compilés en un seul diffusé a partir du 22 mai 1968[2].
Notes pour ces deux films : informations réunies grâce au site Gaumont Pathé Archives.
- Cyborg 009 : Série télévisée de 26 épisodes par Kosugi Taichiro (旗野義文) et Toei Production, le 5 avril au 27 septembre 1968.
- Cyborg 009 : Série télévisée de 50 épisodes par Riyousuke Takahashi (高橋良輔) et Toei, le 6 mars, 1979 au 25 mars 1980.
- Cyborg 009 : La Légende des super-galactiques : Film de 130 min par Masayuki ratio Ming (明比正行) et Toei, 20 décembre 1980. Édité en VHS chez Scherzo en 1987 sous le titre Cyborg.
- Cyborg 009 : Jeu vidéo par Riot(Telenet Japan), 1993.
- Cyborg 009: The Cyborg Soldier : Série de 51 épisodes de Makoto Kawagoe (川越淳) et TV Tokyo, diffusée entre le 14 octobre 2001 et le 13 octobre 2002. Elle est arrivée en France fin septembre 2008 chez Columbia Tristar.
- 009 Re:Cyborg : Film sorti en 2012.
- Cyborg 009 VS Devilman (OVA)
- Cyborg 009: Call of Justice : Anime annoncé pour les 50 ans du manga en 2015[3].

## Doublage
- Philippe Ogouz : Joe Russell / 009
- Arlette Thomas : Cyborg 003
- Philippe Dumat : Cyborg 004 / Cyborg 008
- Roger Carel : Cyborg 006
- Guy Piérauld : Cyborg 007
- Alfred Pasquali : Dr. Gilmore
- Perrette Pradier : Héléna

| Personnages     | Voix japonaises                            | Voix françaises                             |
| --------------- | ------------------------------------------ | ------------------------------------------- |
| Joe / 009       | Takahiro Sakurai (série télévisée 3, 2001) | Christophe Hespel (série télévisée 3, 2001) |
| Françoise / 003 | Satsuki Yukino (série télévisée 3, 2001)   | Maia Baran (série télévisée 3, 2001)        |
| Ivan / 001      | Kana Ueda                                  | Martin Spinhayer                            |
| GB / 007        | Chō                                        | Peppino Capotondi                           |